# マリオのスーパーピクロス
『マリオのスーパーピクロス』は、1995年9月14日に任天堂から発売されたスーパーファミコン用パズルゲームソフトである。
同年3月発売のゲームボーイ用『マリオのピクロス』は日本国内では多く売れたものの、英語圏では売れ行きが良くなかったため、本タイトルは日本国内のみで発売された。ただし、後述の通り、移植版は英語圏でのリリースもなされた。

## 概要
ピクロスシリーズ初のスーパーファミコン対応ソフト。前作『マリオのピクロス』から盤面サイズが最大25×20マスに、総問題数が300問に拡張された。後述の各モードにはレベルが10段階で存在し、各レベルごとにA〜Lの12問が用意されており、次のレベルへ進むには現段階のレベルで提示されている12問を全て解く必要がある。絵を完成させる（削るべきマスを全て削り終える）と、絵がカラー表示になり、絵によってはアニメーションの演出が加わる。
作問のミスにより、答えが複数考えられるような数字配列になっている問題がいくつか存在する。
2人協力プレイも可能。
スーパーファミコン版はゲーム誌『ファミコン通信』の「クロスレビュー」にてシルバー殿堂を獲得した。

### 移植
日本国内では、2006年12月19日にはWii向けに、2013年4月27日にはWii U向けに、2016年11月28日にはNewニンテンドー3DS向けにバーチャルコンソールが配信されている。Wii向けバーチャルコンソールは、2007年9月14日にPAL地域でも配信開始（未翻訳の状態での配信は本タイトルが初めて）。Wii版以外も、PAL地域では配信が行われた。
2020年9月23日には日本国外のNintendo Switch向けNintendo Switch Online加入者向けサービス『スーパーファミコン Nintendo Classics』にて本作が配信され、初めて北米地域にも配信されることになった。バーチャルコンソール版同様、海外でも日本語版がそのまま配信されている。日本国内では2021年2月17日から配信開始された。なお、Switch版のみ、問題が3問差し替えられている。2025年7月29日より、スーパーファミコンでマウス操作に対応していたことから、USBマウスやJoy-Con 2のマウス操作にも対応するようになった。

## ゲームモード

### マリオのスーパーピクロス
マリオが出題する初級・中級問題。
- 制限時間は30分。制限時間が無くなる、またはギブアップの選択でゲームオーバーとなる。
- 「ヒントルーレット」機能があり、これを使うとルーレット形式で縦横各1列の完全な解答を知ることができる。ただし1回あたり制限時間が5分マイナスとなる（制限時間が5分以下になると使用不可能）。問題開始時に1回だけペナルティなしで使うことも可能（拒否することもできる）。
- 正しくないマスを削るたびに、ペナルティとして制限時間が大幅に減少する[注 3]。
- レベル1をクリアすると、別モード「ワリオのスーパーピクロス」が出現する。
- レベル10をクリアすると、高難易度ステージ「スペシャル」が出現する。
- ワリオのスーパーピクロスを進めていくと、真の最終ステージである「エクストラ」が出現する。「エクストラ」の問題選択画面は本ゲームのタイトル画面と同じ外見となっており、12か所にあるマークをカーソルで選択することで問題にチャレンジできる。問題を解き終えたところのマークは見た目が変化していき、これは本来のタイトル画面でも変化していく。12問全てクリアすると、さらにマリオの左目部分を選択することで13問目[注 4]にチャレンジでき、これがマリオ側の最終問題となる。難易度はレベル10の終盤や「スペシャル」より低め。プレイ方法の詳細はワリオのピクロスの項目にて。

### ワリオのスーパーピクロス
ワリオが出題する中級・上級問題。マリオ側と比べると盤面サイズの大きい問題が多い。
- 制限時間は無制限。ギブアップの選択でのみゲームオーバーとなる。
- 削る箇所を間違えてもペナルティは発生しないが、間違えたこと自体を教えてくれないため、自分でミスに気付いて修正する必要がある。
- 「ヒントルーレット」機能が無い代わりに、削る箇所を仮定して試し置きをする「?スタート」がある。この状態では削った場所は黄色、削らない場所は白で表示され、試し置きを終える「?エンド」を決定すると、試し置きをしていた箇所を確定したものと見なされる。なお、試し置き中に絵が完成した場合は、通常時と同じくその場でクリアとなる。
- 問題の答えの中に、ワリオランドからのキャラクター抜粋があるほか、一部に奇抜な問題も含まれている。
- レベル10をクリアすると、高難易度ステージ「スペシャル」が出現する。
- マリオとワリオの両モードの「スペシャル」をクリアすると、さらに高い難易度のステージ「ウルトラ」がワリオ側に出現する（マリオ側にはない）。この「ウルトラ」のみ、提示問題数は8問。
- 「ウルトラ」をクリアすると、問題選択項目に混じってタイトル画面を縮小したアイコンが出現。これを選択すると、マリオ側の真の最終ステージ「エクストラ」13問（前述）に挑戦可能。これをクリアすると、さらにワリオ側にも「エクストラ」が出現する。マリオ側の「エクストラ」と同様、タイトル画面風の問題選択画面から12問を選択してチャレンジしていく。12問全てクリアすると、さらにワリオの両目および鼻部分を選択することで13, 14, 15問目にチャレンジでき、これが事実上の最終問題となる。

## 評価
ゲーム誌『ファミコン通信』の「クロスレビュー」では、8・7・8・8の合計31点（満40点）でシルバー殿堂を獲得、『ファミリーコンピュータMagazine』の読者投票による「ゲーム通信簿」での評価は以下の通り、22.9点（満30点）となっている。
| 項目 | キャラクタ | 音楽 | お買得度 | 操作性 | 熱中度 | オリジナリティ | 総合 |
| 得点 | 3.6        | 3.6  | 3.9      | 3.8    | 4.2    | 3.8            | 22.9 |